# Ante Viculin
Ante Viculin (Split , 1925. – Zlarin, 1976.), bio je hrvatski i jugoslavenski kazališni, televizijski i filmski redatelj i glumac.

## Životopis
S tek navršenih 14 godina pridružio se partizanima i  Narodno oslobodilačkoj borbi te je već tamo započeo svoju glumačku i redateljsku karijeru., Nakon rata studira i diplomira na  Zemaljskoj glumačkoj školi u Zagrebu te nastavlja glumom i režijama u  Hrvatskom narodnom kazalištu u Splitu te kasnije u Umagu. Na Radio televiziji Zagreb zapošljava se 1956. te u početku radi kao asistent redatelja (surađujući baš s  Mariom Fanellijem na "Eksperimentalnom programu RTZ"), a već 1957. započinje karijeru samostalnog TV redatelja u Programu za djecu te u Dramskom programu. Bio je redatelj slavnog programa za djecu “Mendin program” od 1959 do 1961. Potom za redakciju programa “Mali svijet” snima prve svoje dokumentarne filmove, po kojima se proslavio, “Voda” te “Pisma s otoka”.
Također je autor serije (šest epizoda) „Porodični album” o djeci s jadranskih otoka u ruralnim i urbanim sredinama, a za dokumentarni program stvara trodjelnu poetičnu seriju o otoku Zlarinu „Čempresi umiru noću” (Radiotelevizija Zagreb, 1972. – 1974.). 
Od 1960. do 1971. režira seriju „Portreti i susreti” (60 epizoda) u saradnji s pjesnikinjom  Irenom Vrkljan (kasnije i s pjesnikom, književnikom i političarem  Vladom Gotovcem) u kojoj su filmski obradili više od 70 portreta umjetnica i umjetnika (Miroslav Krleža, Mira Stupica, Bela Krleža, Ljubo Babić,  Matiji Skurjenom, Ivan Rabuzin, Jure Kaštelan,  Vesna Parun, Milica Zorić Čolaković, Miljenko Stančić,  Ivan Rabuzin, Šimе Vulas, Gabrijel Stupica, Branko Miljković, Vladimir Nazor,  Vanja Radauš, Edo Murtić, Cata Dujšin-Ribar,  Mirko Božić, Krsto Hegedušić, Raul Goldoni, Valerije Michieli,  Vojin Bakić, Ivan Goran Kovačić i mnogi drugi) ali, u istom timu, obrađivali su i brojne hrvatske kulturne i umjetničke fenomene ("Slikarstvo 19. vijeka u Hrvatskoj", "Antički spomenici Pule", "Istarske freske" i druge). Bio je, uz  Branka Lentića jedan je od vodećih hrvatskih televizijskih dokumentarista.
 "On je bio sve ono što mi nismo, a težili smo. I životom je svjedočio da je sjećanje drugih na druge krhko i da priču treba ispričati još dok joj ne zaprijeti zaborav: Vjeran do kraja prijateljima, obitelji, moru i svom otoku djetinjstva." Irena Vrkljan o Anti Viculinu , Sarajevske Sveske, Broj 06/07, 03/09/04

## Djela (izbor)
- "Zeko, Zriko i janje" (TV opera) - skladatelj Branko Mihaljević, red. A. Viculin, RTZ 1958.
- "Svadba (TV drama)" - scenarij Ivo Štivičić po istoimenom romanu  Mihaila Lalića, red. A. Viculin, RTZ 1959.
- "Oko božje (TV drama)" - scenarij Ivo Štivičić po istoimenoj pripovjedci  Ranka Marinkovića, red. A. Viculin, RTZ, 1960.
- "Branitelj po službenoj dužnosti (TV drama)" - scenarij John Mortimer, red. A Viculin, RTZ 1961.
- "Nepoznati zapisi iz NOB", filmska reportaža, scenarij: Irena Vrkljan, red. Ante Viculin, RTZ, 1961.
- "Likovna akademija u Zagrebu", iz seriala Portreti i susreti, scenarij: Irena Vrkljan, red. Ante Viculin, RTZ, 1962.
- "Proljetne vode (tv drama)" - scenarij Tinko Globočnik po pripovjedci  Ivana Turgenjeva, red. A. Viculin, RTZ 1962.
- "Drveni brodovi", filmska reportaža, scenario Joakim Marušić, red. Ante Viculin, snimatelj: Žarko Tobdžić, RTZ, 1964.
- "Zaustavljeni hod kamena", iz seriala Portreti i susreti, scenario Joakim Marušić, red. Ante Viculin, RTZ, 1965.
- "Karneval u Crikvenici" iz serijala "Porodični album"; sudjeluju: Jagoda Antunac, Ivo Kadić, Marina Viculin,  RTZ, 1969.
- "Pravo na igru" – iz serijala "Porodični album"; sudjeluju: Marina Viculin i prijateljice, RTZ, 1969.
- "Marina u plavom" – iz serijala "Porodični album",  RTZ, 1969.
- "More na dlanu" – iz serijala "Porodični album", RTZ, 1969.
- "Kad je sunce u zenitu" – iz serijala "Porodični album", RTZ, 1970.
- "Kraljevstvo kraj mora" – iz serijala "Porodični album", RTZ, 1970.

## Zanimljivosti
Godine 2015. pokrenut je na HRT-u Projekt Rekonstrukcija kultne dokumentarne serije Irene Vrkljan i Ante Viculina, ”Portreti i susreti” pod vođstvom stručnjakinje za filmsku i TV baštinu te scenaristice  Tajane Prpić u suradnji s TV urednikom, redateljem, scenaristom i montažerom  Leonom Rizmaulom, televizijskim profesionalcem koji se bavi povijesnom, arhivskom, filmskom i televizijskom građom i u svakodnevnom poslu na HRT-u kao urednik TV kalendara.
Taj izazovan i složen posao trajao je tri godine i predstavljen u  Muzeju suvremene umjetnosti u Zagrebu 26.studenog 2018.
Realizaciji projekta su doprinijeli i glumac Sreten Mokrović te suradnici Vlatka Glasnović, glazbena urednica, Vesna Klarić, istraživačica i Lana Bubenik, stručnjakinja za fotografiju.
Na projektu rekonstrukcije je od samog početka sudjelovala i autorica serijala "Portreti i susreti" pjesnikinja, književnica i spisateljica Irena Vrkljan.
O projektu, suradnji s Irenom Vrkljan te njegovom rezultatu,  Leon Rizmaul i Tajana Prpić snimili su i kratki dokumentarni film "Irenino ogledalo" (2016.).

Ovaj vrijedan projekt rekonstrukcije televizijske baštine hrvatske televizije dobio je 2015. godine nagradu na Svjetskoj konferenciji audiovizualnih arhiva u organizaciji FIAT-a/IFTA-e u Beču.

## Nagrade
Godine 2022. Turistička zajednica otoka Zlarina dodijelila mu je posthumno plaketu za izuzetna postignuća na području filma i televizije na temu Zlarina.

## Vanjske poveznice
- Ante Viculin u internetskoj bazi filmova IMDb-u (engl.)